# Yamada Nagamasa
Yamada Nagamasa est un nom japonais traditionnel ; le nom de famille (ou le nom d'école), Yamada, précède donc le prénom (ou le nom d'artiste).
Pour les articles homonymes, voir Yamada.
Yamada Nagamasa (山田 長政, 1590-1630 ; en thaï : ยามาดะ นางามาซะ ou ออกญาเสนาภิมุข) est un aventurier japonais qui acquiert une influence considérable dans le royaume d'Ayutthaya au début du XVIIe siècle et devient gouverneur de la province de Nakhon de Si Thammarat, située sur la péninsule Malaise de l'actuelle sud de la Thaïlande.

## Contexte

### Colonie japonaise en Asie du Sud
De 1617 jusqu'à sa mort en 1630, Yamada Nagamasa est chef du village japonais dénommé Ban Yipun , หมู่บ้านญี่ปุ่น en langue thaï (en japonais : アユタヤ日本人町, Ayutaya Nihonjin-machi) . Ce village est situé dans la ville d'Ayutthaya (capitale du royaume d'Ayutthaya). Ban Yipun qui compte environ 1 000 à 1 500 japonais, est dirigé par un chef japonais nommé par les autorités d'Ayutthaya. Ses habitants sont une combinaison de commerçants, de chrétiens convertis qui ont fui leur pays d'origine à la suite des persécutions de Toyotomi Hideyoshi et Tokugawa Ieyasu, et de rōnin (anciens samouraï inemployés) qui se sont trouvés du côté des perdants à la bataille de Sekigahara (1600) ou au siège d'Osaka (1614-1615) :

« Depuis les années Gen'na (1615–24) jusqu'à la fin des années Kan'ei (1624–44), les rōnin ou guerriers qui ont perdu leurs seigneurs après les défaites au siège d'Osaka (1614-1615) ou ) la première bataille de Sekigahara (1600), ainsi que les chrétiens vaincus de la rébellion de Shimabara, sont allés s'installer au Siam en grand nombre. »

— Senrakoku Fudo-gunki, XVIIe siècle, cité par Uchida Ginzo
La communauté chrétienne semble avoir compté des centaines d'âmes, telle qu'elle est décrite par le père António Francisco Cardim, qui a raconté avoir administré les sacrements de l'Église catholique à environ 400 chrétiens japonais en 1627 dans la ville d'Ayutthaya.

### Économie

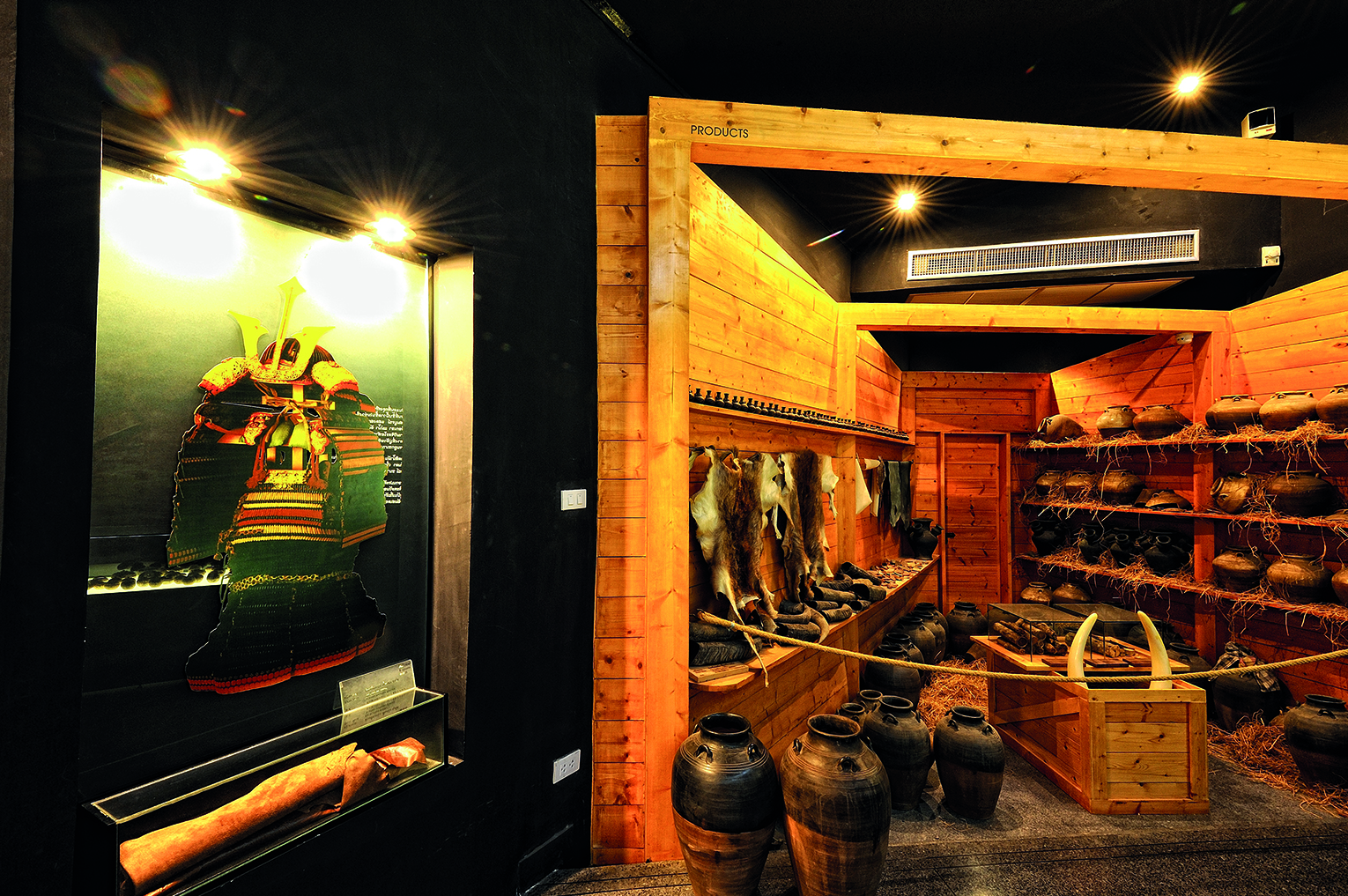
Reconstitution d'un entrepôt commercial du campement japonais de Ban Yipun à Ayutthaya

La colonie Ban Yipun est active dans le commerce, en particulier dans l'exportation de peaux de cerf au Japon en échange d'argent et d'objets de l'artisanat japonais (épées, boîtes laquées, papiers de haute qualité). Les Japonais sont réputés auprès des Hollandais pour contester le monopole du commerce de la Compagnie néerlandaise des Indes orientales (Vereenigde Oost-Indische Compagnie). La colonie joue également un rôle militaire important dans le royaume d'Ayutthaya.

## Jeunesse
Né à Numazu en 1590, Yamada Nagamasa aurait été porteur de palanquin pour le seigneur de Numazu. Il s'engage dans les activités commerciales japonaises avec l'Asie du Sud au cours de la période des navires au sceau rouge et s'installe dans le royaume d'Ayutthaya (actuelle Thaïlande) vers 1612.

## Carrière
Yamada Nagamasa est présumé avoir exercé l'activité de corsaire au cours de la période de 1620, attaquant et pillant des navires hollandais dans et autour de Batavia (aujourd'hui Jakarta). Les histoires selon lesquelles Yamada a enterré son trésor sur la côte est de l'Australie (et en particulier sur Magnetic Island au large de Townsville) persistent, mais il est très peu probable que Yamada se soit aventuré dans cette zone car il n'y a pas de routes commerciales dans cette région et les seuls navires à s'y aventurer sont ceux détournés de leurs courses pendant les tempêtes d'été. Qui plus est, Yamada aurait passé des milliers d'îles dans le détroit de Torres et la mer de corail alors que celles-ci auraient fourni des caches pour n'importe quel trésor et évité un très long voyage de récupération dans le futur.

## Engagement militaire et seigneurie

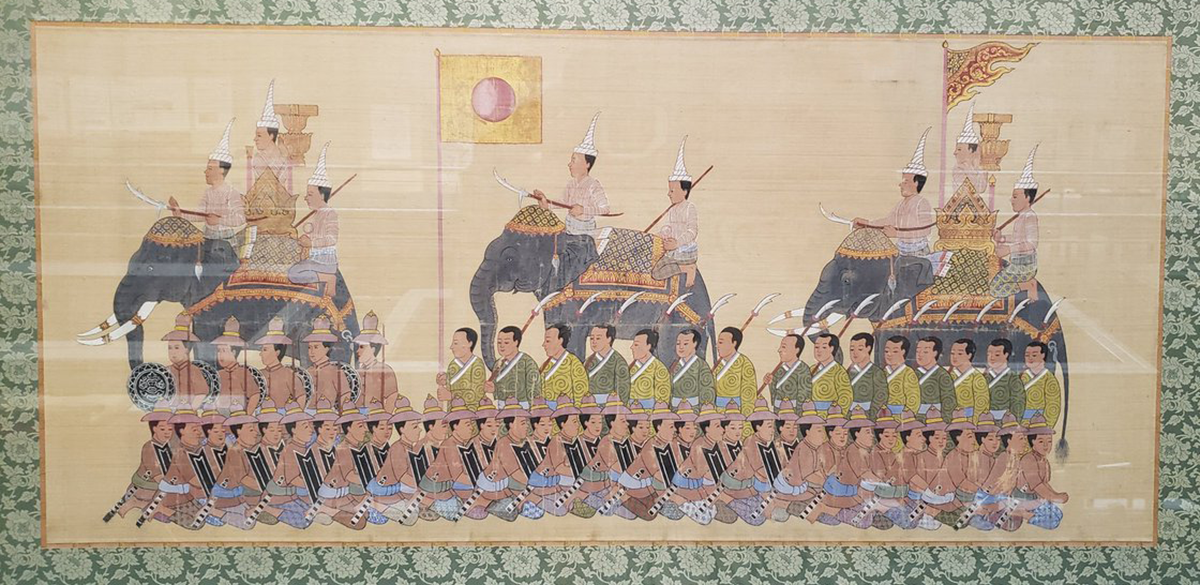
L'armée de Yamada Nagamasa dans le royaume d'Ayutthaya

La colonie japonaise, très appréciée pour son expertise militaire, est organisée dans un « ministère de volontaires japonais » ( Krom Asa Yipun) par le roi d'Ayutthaya.
En l'espace de 15 ans, Yamada Nagamasa passe du rang thaïlandais de basse noblesse khun à celui le plus élevé ok-ya, son titre devenant Ok-ya Senaphimuk (Thai : ออกญาเสนาภิมุข). Il devient le chef de la colonie japonaise et dans cette position soutient les campagnes militaires du roi Songtham (en) à la tête d'une armée japonaise battant pavillon japonais. Il combat avec succès et finalement est nommé gouverneur de Ligor (moderne Nakhon Si Thammarat), dans le sud de la péninsule en 1630, accompagné de 300 samouraïs.

## Voyages entre le Siam et le Japon

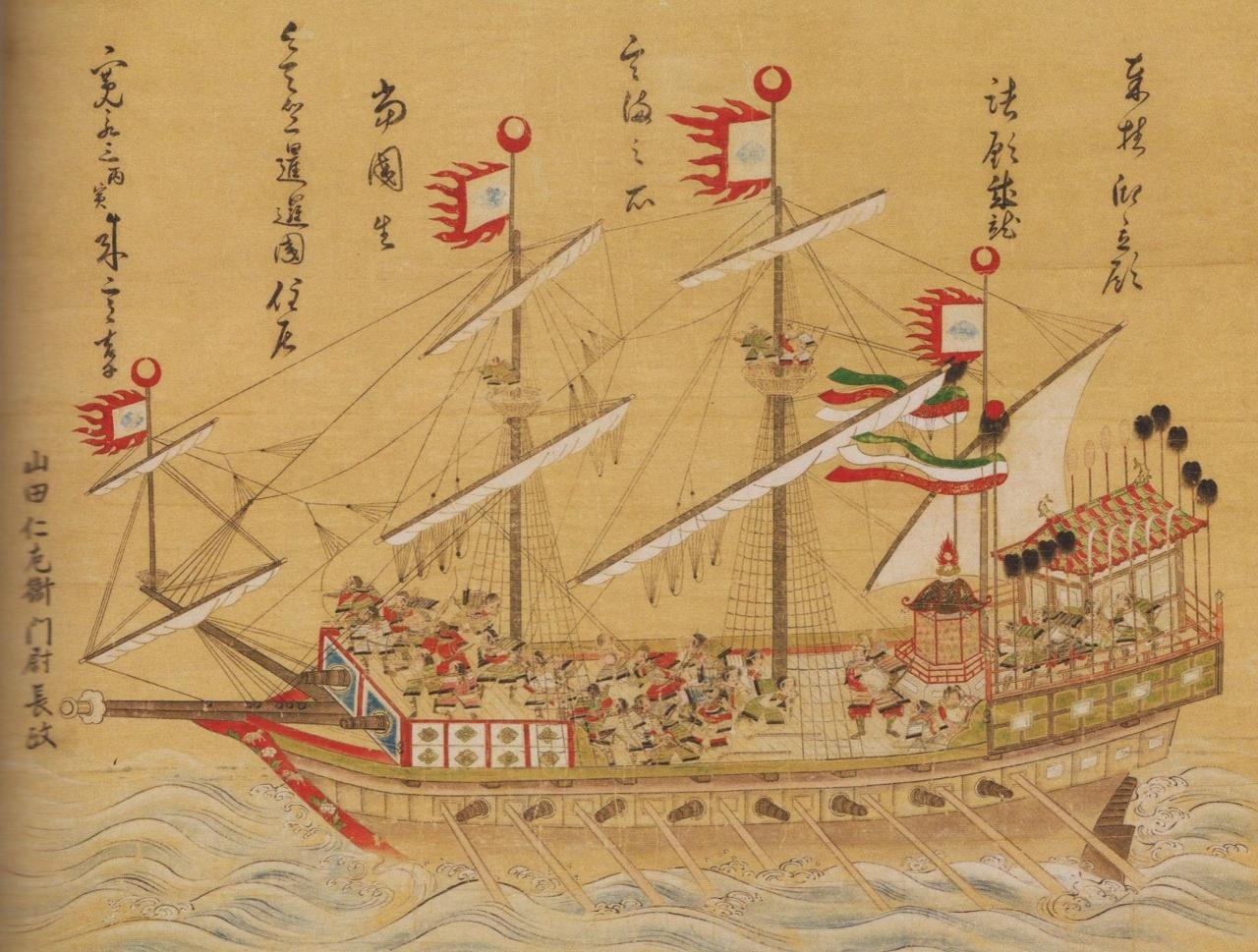
Navire de guerre de Yamada Nagasama, peinture du XVII

Après plus de 12 ans passés au Siam, Yamada Nagamasa se rend au Japon en 1624 à bord d'un de ses navires, et vend une cargaison de peaux de cerf siamois à Nagasaki. Il reste trois ans au Japon et essaye d'obtenir un permis de navire à sceau vermillon mais repart finalement en 1627 avec le simple statut de navire étranger.
En 1626, Nagamasa offre une peinture d'un de ses navires de combat à un temple de sa ville natale à Shizuoka. Ce tableau est perdu dans un incendie mais une copie nous en est parvenue. Il représente un navire avec un calage de style occidental, 18 canons et les marins habillés en samouraï. Yamada Nagamasa retourne au Siam en 1627.
En 1628, un de ses navires transportant du riz d'Ayutthaya à Malacca est arrêté par un navire de guerre néerlandais qui fait le blocus de la ville. Le navire est libéré une fois l'identité du propriétaire devenue évidente puisque les Hollandais savent que Yamada est tenu dans le plus grand respect par le roi de Siam et ils ne veulent pas entrer dans un conflit diplomatique. Yamada est également apprécié par les Hollandais en tant que fournisseur de peaux de cerf et ils l'invitent à commercer davantage avec Batavia.

## Décès
En 1629, Yamada Nagamasa se rend au Japon avec une délégation du roi Songtham.
Très vite, il retourne au Siam, mais il est impliqué dans une guerre de succession après la mort du roi Songtham. Il est blessé au combat en 1630, puis apparemment ses blessures sont délibérément empoisonnées dans le but de l'assassiner, ce qui entraîne sa mort.

## Fin des relations entre le Siam et le Japon
Après la mort de Yamada en 1630, le nouveau souverain et roi usurpateur de Siam Prasat Thong (1630-1655) a envoyé une armée de 4 000 soldats pour détruire la colonie japonaise d'Ayutthaya, mais beaucoup de Japonais réussissent à fuir au royaume khmer. Quelques années plus tard, en 1633, les rapatriés (entre 300-400 Japonais) d'Indochine sont en mesure de rétablir la colonie japonaise d'Ayutthaya.
À partir de 1634, le shōgun, informé de ces troubles et de ce qu'il perçoit comme une atteinte à son autorité, refuse de délivrer de nouveaux permis de navires au sceau rouge pour Siam.
Cependant, désireux de renouer les liens commerciaux, le roi de Siam envoie un navire de commerce et une ambassade au Japon en 1636 mais les ambassades sont rejetées par le Shogun, mettant ainsi un terme aux relations directes entre le Japon et le Siam. De façon concomitante, le Japon se ferme au monde à cette époque, période connue sous le nom sakoku. Les Hollandais reprennent le lucratif commerce Siam-Japon à partir de ce moment.

## Mémorial

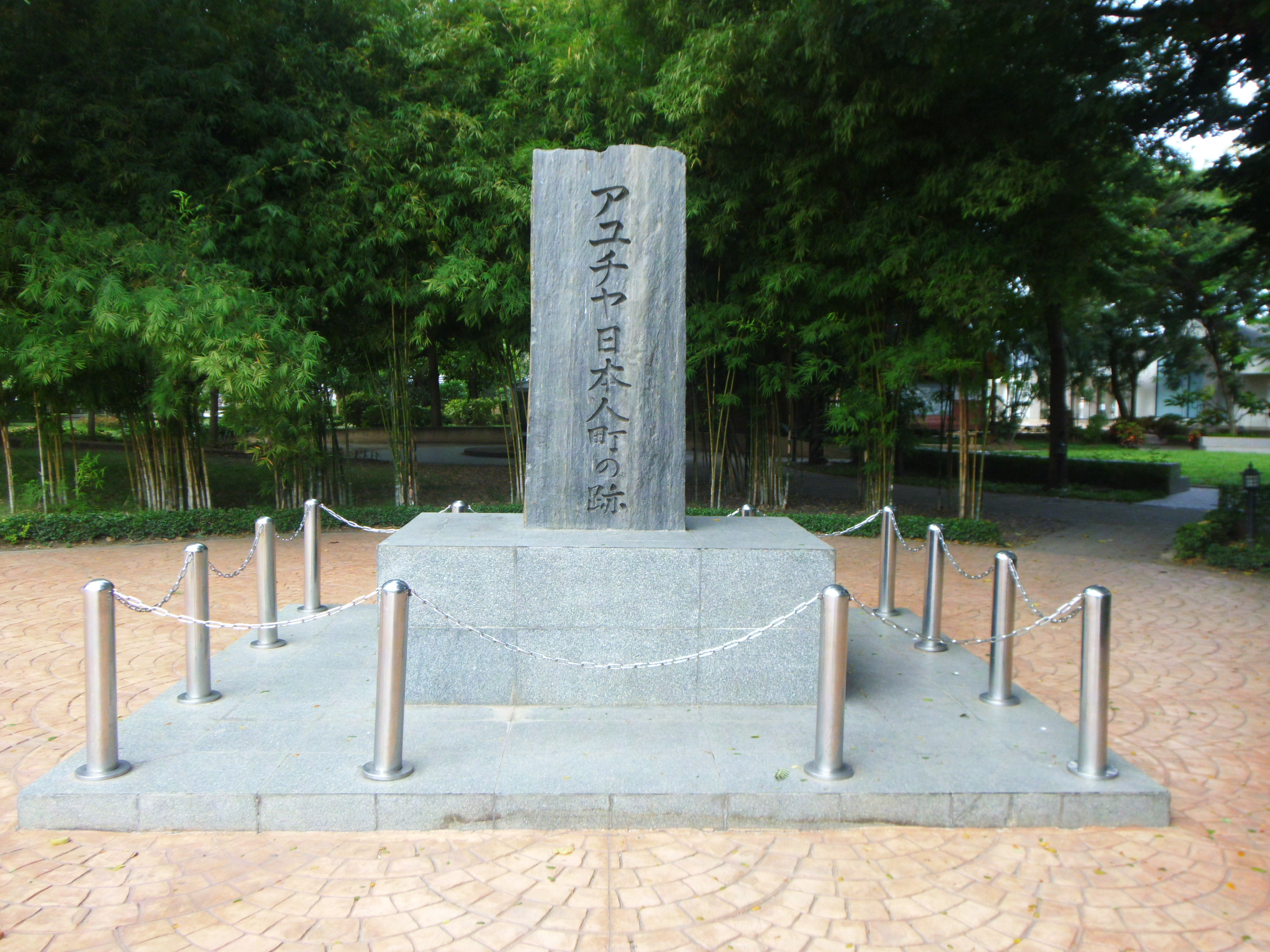

Yamada repose maintenant dans sa ville natale de la région d'Otani. Les restes des quartiers japonais dans Ayutthuya sont encore visibles aux visiteurs, ainsi qu'une statue de Yamada en uniforme militaire siamois.

## Adaptations au cinéma de la vie de Yamada
- The Gaijin (山田長政 王者の剣) - 1959
- Yamada, la voie du samouraï - 2010

## Source de la traduction
- (en) Cet article est partiellement ou en totalité issu de l’article de Wikipédia en anglais intitulé « Yamada Nagamasa » (voir la liste des auteurs).